# Ansi Agolli
Ansi Agolli (* 11. Oktober 1982 in Tirana, Albanien) ist ein albanischer ehemaliger Fußballnationalspieler, der auf der Position des linken Außen- oder Innenverteidigers spielte. Von 2005 bis 2017 bestritt er 73 A-Länderspiele für Albanien.

## Karriere

### Im Verein
Agolli spielte zunächst beim Verein SK seiner Geburtsstadt Tirana, dem erfolgreichsten Verein Albaniens, der während er dort spielte 2003, 2004 und 2005 albanischer Meister wurde. 2003 wurde er kurzzeitig an den Ligakonkurrenten KF Apolonia Fier verliehen.
2005 wechselte er in die Schweiz zu Neuchâtel Xamax und von dort 2006 zum FC Luzern. Danach folgte ein Abstecher nach Finnland zu Vaasan PS. Nach zwei Spielzeiten, in denen nicht mehr als ein Mittelfeldplatz heraussprang und einer zwischenzeitlichen Ausleihe an seinen Heimatverein, der nun als KF Tirana antritt, folgte 2009 der Wechsel in die ukrainische erste Liga zu Krywbas Krywyj Rih. Als Drittletzter entging der Verein knapp dem Abstieg. Agolli wechselte danach zum  aserbaidschanischen Erstligisten Qarabağ Ağdam, der zuletzt 1993 Meister geworden war. Nach drei Spielzeiten im oberen Drittel der Tabelle gelang 2014 nach 21 Jahren wieder die Meisterschaft, die 2015 und 2016 verteidigt werden konnte. Bereits 2010/11 nahm er mit Qarabağ an der Qualifikation für die UEFA Europa League teil, scheiterte in den Playoffs aber an Borussia Dortmund. Ein Jahr später war bereits in der 3. Qualifikationsrunde Endstation, diesmal war der belgische Vertreter FC Brügge stärker. 2013/14 wurden wieder die Playoffs erreicht, in denen aber Eintracht Frankfurt stärker war. 2014/15 nahm der Verein erstmals an der Qualifikation für die UEFA Champions League teil, scheiterte aber in der 3. Qualifikationsrunde am FC Red Bull Salzburg. In den Playoffs der UEFA Europa League 2014/15 konnten sich die Aserbaidschaner dann aufgrund der Auswärtstorregel gegen FC Twente Enschede durchsetzen und erstmals die Gruppenphase erreichen. Hier wurde hinter Inter Mailand und Dnipro Dnipropetrowsk mit einem Punkt Rückstand der dritte Platz belegt, der das Ausscheiden bedeutete. Ein Jahr später scheiterten sie erneut in der 3. Qualifikationsrunde der UEFA Champions League, diesmal an Celtic Glasgow. Die Playoffs für die Gruppenphase der UEFA Europa League 2015/16  wurden erfolgreich gegen die BSC Young Boys absolviert, die Gruppenphase aber hinter Tottenham Hotspur, RSC Anderlecht und AS Monaco als Gruppenletzter abgeschlossen. 2015 und 2016 gewann er mit Qarabağ den aserbaidschanischen Pokal.
Im März 2019 wechselte er dann weiter zu New York Cosmos in die Vereinigten Staaten.

### In der Nationalmannschaft
Sein Debüt für die albanische Nationalmannschaft gab er knapp einen Monat vor seinem 23. Geburtstag am 3. September 2005 beim 2:1-Sieg in der Qualifikation für die WM 2006 gegen Kasachstan, als er beim Stand von 0:0 zur zweiten Halbzeit für Altin Haxhi eingewechselt wurde. Die Albaner hatten nach dem Sieg noch geringe Chancen sich für die WM zu qualifizieren, verspielten diese aber in den beiden letzten Spielen, bei denen er aber nicht zum Einsatz kam. Nach einem weiteren Länderspiel im März 2006 dauerte es 29 Monate bis zu seinem dritten Länderspiel und in dieser Zeit verpasste Albanien die Qualifikation für die EM 2008. Zur Qualifikation für die WM 2010 wurde er dann wieder berücksichtigt und wurde in sieben Spielen eingesetzt. In dieser Zeit erzielte er beim Freundschaftsspiel gegen Georgien am 10. Juni 2009 auch sein erstes Länderspieltor zum 1:1-Endstand. Die Albaner konnten sich als Gruppenfünfter aber erneut nicht für die WM qualifizieren. Auch die Qualifikation für die EM 2012, bei der er in acht von zehn Spielen eingesetzt wurde, und die Qualifikation für die WM 2014 beendeten die Albaner nur auf dem vorletzten Platz.
Die Qualifikation für die EM 2016 lief dann überraschend gut für die Albaner. Sie starteten mit einem 1:0 in Portugal gegen den Gruppenfavoriten, der allerdings ohne Cristiano Ronaldo antrat. Es folgten ein 1:1 gegen ebenfalls höher eingeschätzte Dänen und ein 3:0-Sieg am grünen Tisch gegen Serbien (siehe: Fußballländerspiel Serbien – Albanien 2014). Zwar wurden die Heimspiele gegen Portugal und Serbien verloren, aber in den übrigen Spielen wurden genug Punkte eingefahren um als Gruppenzweiter erstmals die Endrunde eines großen Fußballturniers zu erreichen.
Am 21. Mai 2016 wurde er in den vorläufigen Kader mit 27 Spielern für die EM-Endrunde berufen. Am 31. Mai gehörte er dann auch zu den 23 Spielern des endgültigen Kaders. Als Stammspieler bestritt er alle drei Turnierpartien gegen die Schweiz, Frankreich und Rumänien über die volle Spielzeit, dann schied das Team aus.
In der nach der EM begonnenen Qualifikation für die WM 2018 gehörte er zur Stammelf und kam in acht von zehn Spielen zum Einsatz, dabei siebenmal als Kapitän. Die Albaner konnten sich aber nicht gegen die beiden Ex-Weltmeister Italien und Spanien durchsetzen und schieden als Dritte aus. Danach kam er noch nicht wieder zum Einsatz.

## Erfolge
- Albanischer Pokalsieger: 2001 und 2002
- Albanischer Meister: 2003, 2004, 2005 und 2009
- Aserbaidschanischer Meister: 2014, 2015, 2016, 2017 und 2018
- Aserbaidschanischer Pokalsieger: 2015, 2016 und 2017